# 295
295 (CCXCV na numeração romana) foi um ano comum do século IV do Calendário Juliano, da Era de Cristo, teve início a uma terça-feira  e terminou também a uma terça-feira, a sua letra dominical foi F (52 semanas)
| Ano completo                       |
| ---------------------------------- |
| Ano comum com início à terça-feira |

## Acontecimentos
- Galério é derrotado num combate contra os Persas fora dos muros de Ctesifonte.
- Tuoba Yi Tuo torna-se líder da tribo chinesa Tuoba.